# 사회 운동 조직
사회 운동 조직(社會運動組織, social movement organization, SMO)은 사회 운동의 조직적 구성 요소이다.  메이어 잘드와 로버르타 애쉬(Roberta Ash)의 연구를 통해 사회 운동 이론에 도입되었다. 사회 운동 이론에서 사회 운동 조직은 사회 운동의 조직화된 부분이다. 이러한 관점에서 특정 사회 운동은 목표를 공유하는 여러 개의 공식적 사회 운동 조직으로 구성된다.
사회 운동 단체들은 대개 사회 운동에서 조정 역할을 하지만, 실제로 더 큰 사회 운동 공동체의 일부인 대부분의 참여자들을 고용하거나 감독하지 않는다. 사회 운동 단체들은 어떤 사회적 움직임이 생존하고 성공하기 위해 필요한 일을 수행한다.

## 예시
예를 들어, 민권 운동은 특정한 사회 운동 조직들로 이루어진 사회 운동이었다. PETA는 다른 목적과 함께 채식주의 생활 방식을 옹호한다. 하지만 PETA는 채식주의 식단과 생활 방식을 옹호하는 유일한 단체가 아니다. 이런 목적을 위해 적극적으로 참여하는 많은 다른 단체들이 있다. 따라서, 사회적 운동은 채식주의를 향한 일반적인 추진이고 PETA는 더 광범위한 사회 운동 내에서 일하는 단 하나의 사회운동조직이다. 평화 운동은 평화 활동(SANE2FREEZ), 화해 협력 단체 등과 같은 사회운동조직으로 분류되는 평화 단체를 원하는 많은 단체로 구성된다. KucluxKlan은 여전히 백인 우월주의 운동의 또 다른 사회운동조직의 일부이다. 느슨하게 연결된 많은 반미 단체와 개인들을 위한 조정 기구로 활동하고 있는 알카에다는 또 다른 사회 운동 단체의 예이다.

## 사회 운동 산업
특정 사회 운동과 동등한 조직 조직의 움직임 주어진 분야에 초점을 맞춘 모든 사회 운동 조직의 집합을 사회 운동 산업(social movement industry, SMI)라고 한다. 사회 운동 산업은 범위상의 사회적 움직임과 비슷하지만 더 많은 구조를 가지고 있는 것으로 보여진다. 사회적 이동 산업들은 사회의 하나의 사회 운동 분야로 결합될 수 있다.

## 같이 보기
- 이익 단체
- 지역사회 조직